# Tetragnatha lauta
Tetragnatha lauta är en spindelart som beskrevs av Takeo Yaginuma 1959. Tetragnatha lauta ingår i släktet sträckkäkspindlar, och familjen käkspindlar. Inga underarter finns listade i Catalogue of Life.